# Ланди
Ла́нди (англ. Lundy) — самый большой остров в Бристольском заливе, принадлежит Великобритании. Административно относится к английскому графству Девон. В 2007 году население острова составляло 28 человек, включая главу администрации острова и фермера с его работниками. Большинство жителей проживают на юге острова. Остров посещают примерно 22 000 человек в год, в основном, туристы, для которых предоставлены 23 коттеджа и кемпинг для ночёвки.
По результатам опроса общественного мнения, проведённого Радио Таймс в 2005 году, остров вошёл в десятку самых значимых природных объектов Великобритании. Остров объявлен морским заповедником Англии.

## Название
Название острова происходит от старонорвежского слова «остров тупика». Существует также альтернативная версия, по которой название острова происходит от фамилии нормандского феодала «de la Lounde», встречающаяся в древних документах графств Тайперари и Килкенни.

## Природа
Исключительно на острове Ланди в дикой природе встречается растение Coincya wrightii.

## Монеты

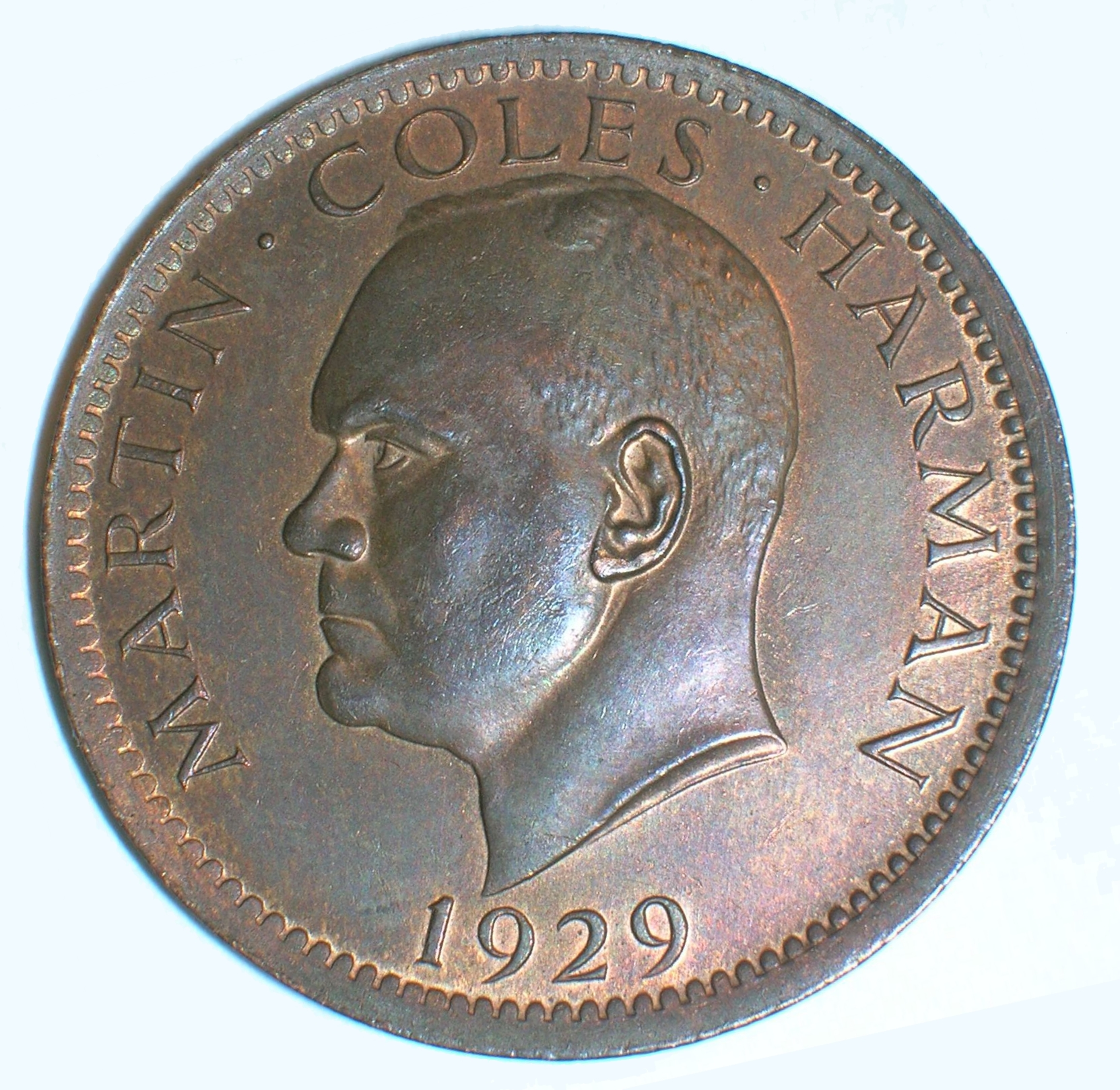
Монета достоинством в 1 паффин, 1929 год

В 1924 году владельцы острова, семья Кристи, продали его Мартину Коулз Харману, который объявил себя королём Ланди, и в 1929 году начал чеканку монет. Всего были отчеканены монеты с двумя номиналами — полпаффина и паффин, соответствующие британским монетам полпенни и пенни. В соответствии с Законом о чеканке Великобритании от 1870 года Харман был подвергнут судебному преследованию и оштрафован на 5 фунтов с возмещением ущерба в 15 гиней, монеты были изъяты и стали объектом коллекционирования. В 1965 году специально для коллекционеров, в честь сорокалетия объявления королём Ланди Мартина Коулз Хармана, были выпущены фантазийные монеты с его портретом, напоминающие по своему дизайну оригинальные монеты 1929 года. После смерти «короля» Мартина в 1954 году остров был продан британскому миллионеру Джеку Хаварду за 150 000 фунтов стерлингов.
В 2011 году на нумизматическом рынке появилась серия из 5 монет острова Ланди. Номиналы полпаффина, паффин, 2 паффина, 4 паффина и 6 паффинов. По дизайну монеты напоминают оригинальные 1929 года.

## Фото Ланди

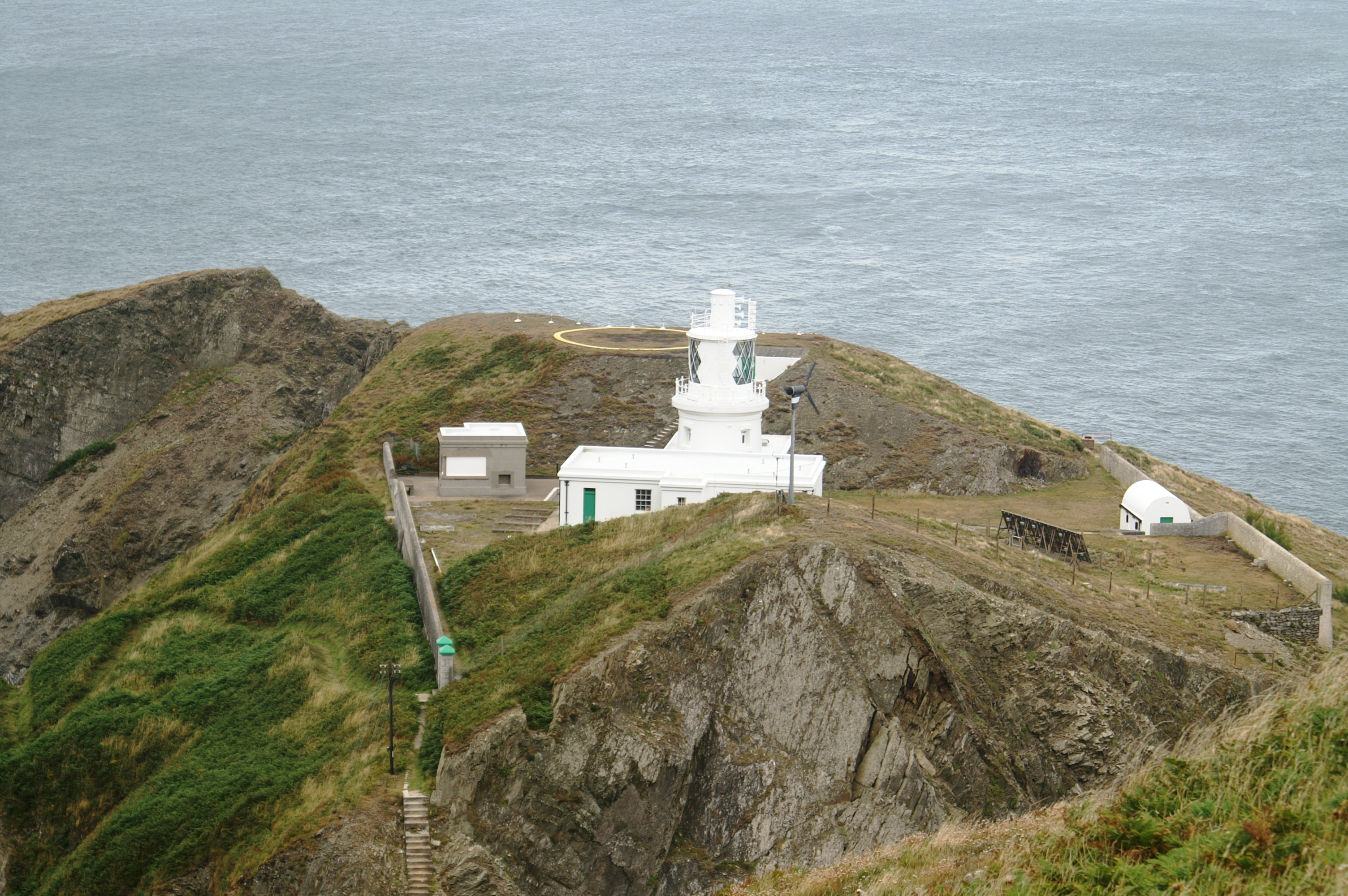
Новый (белый) маяк
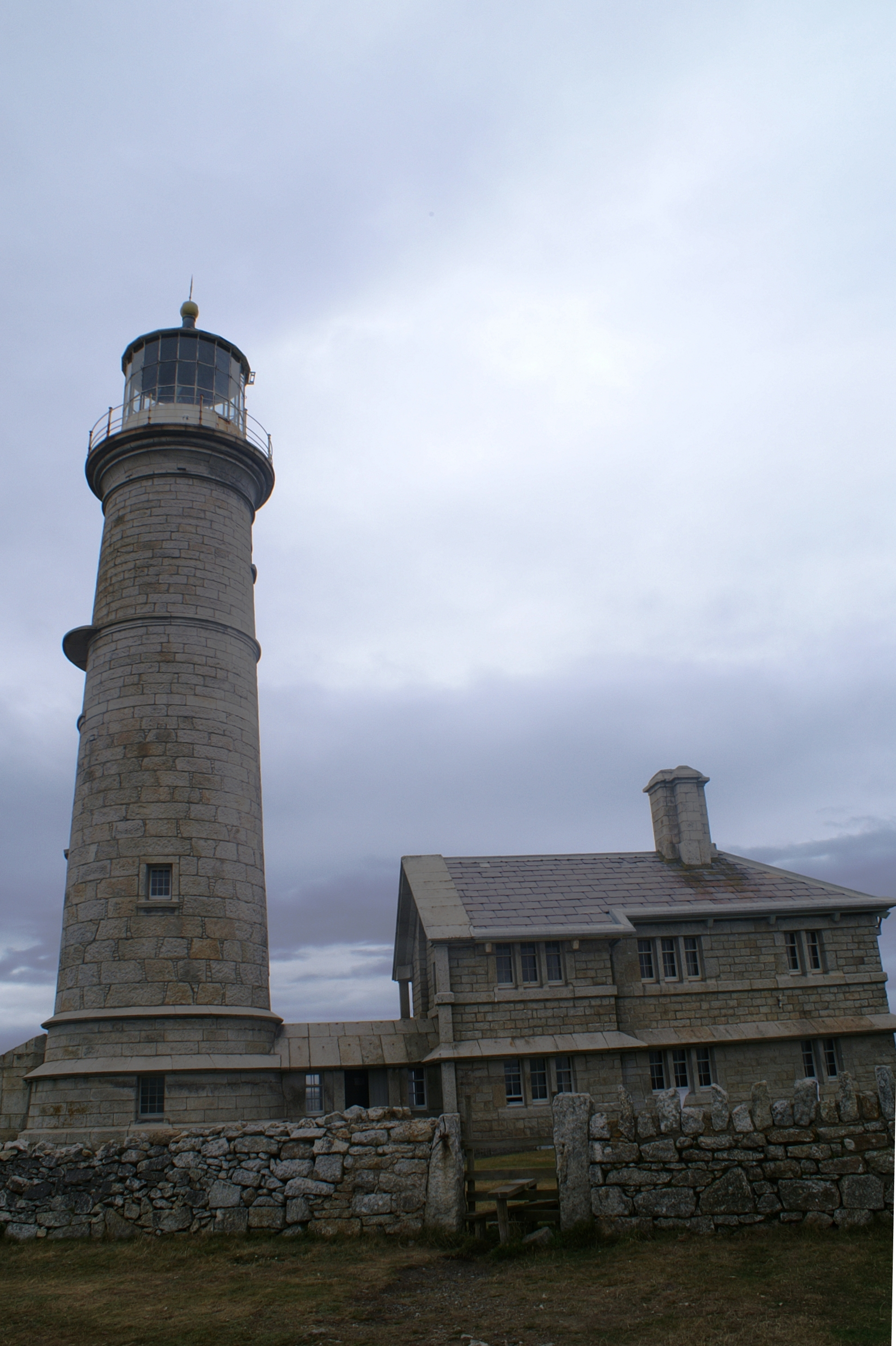
Старый маяк
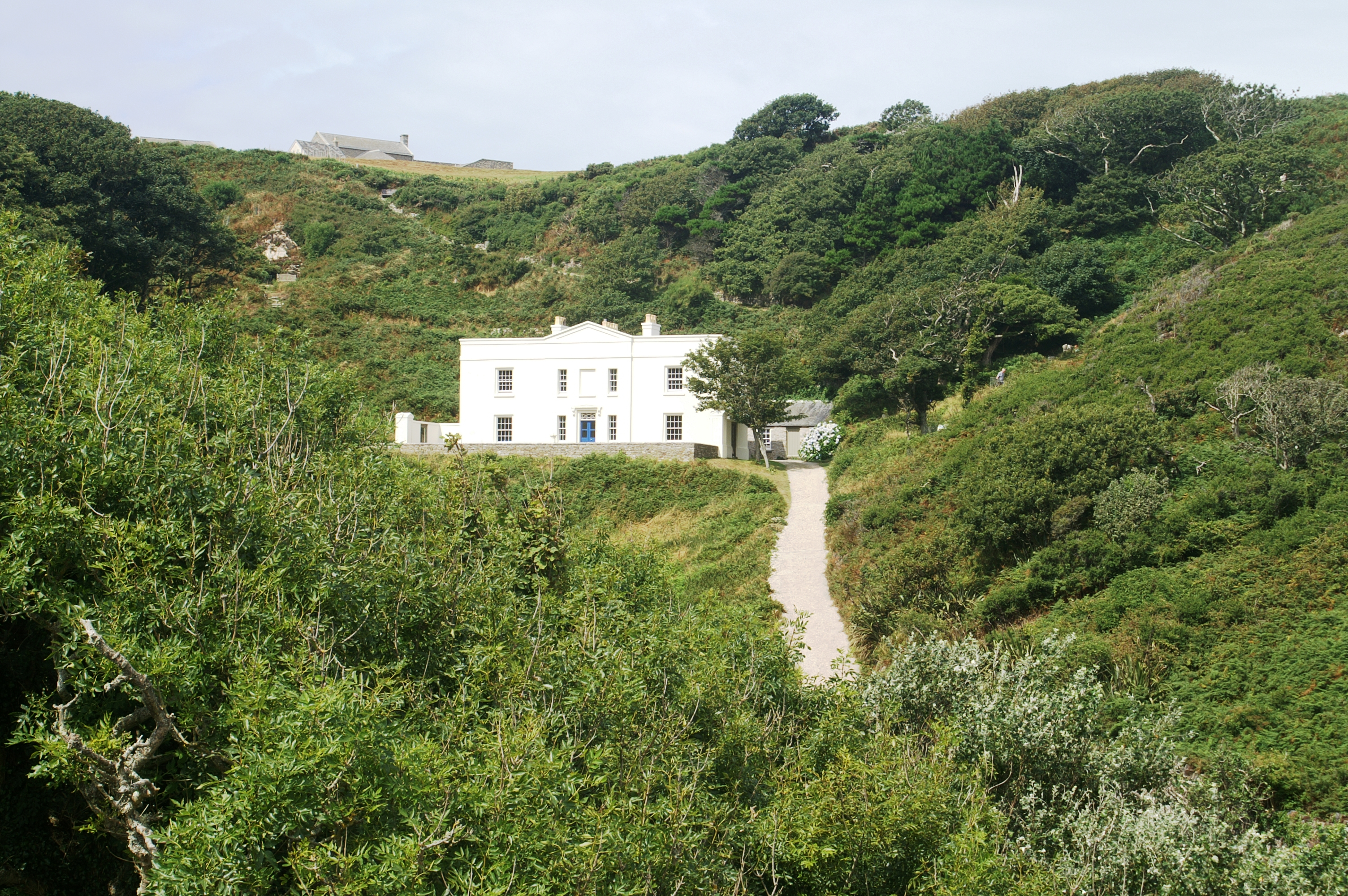
Дом
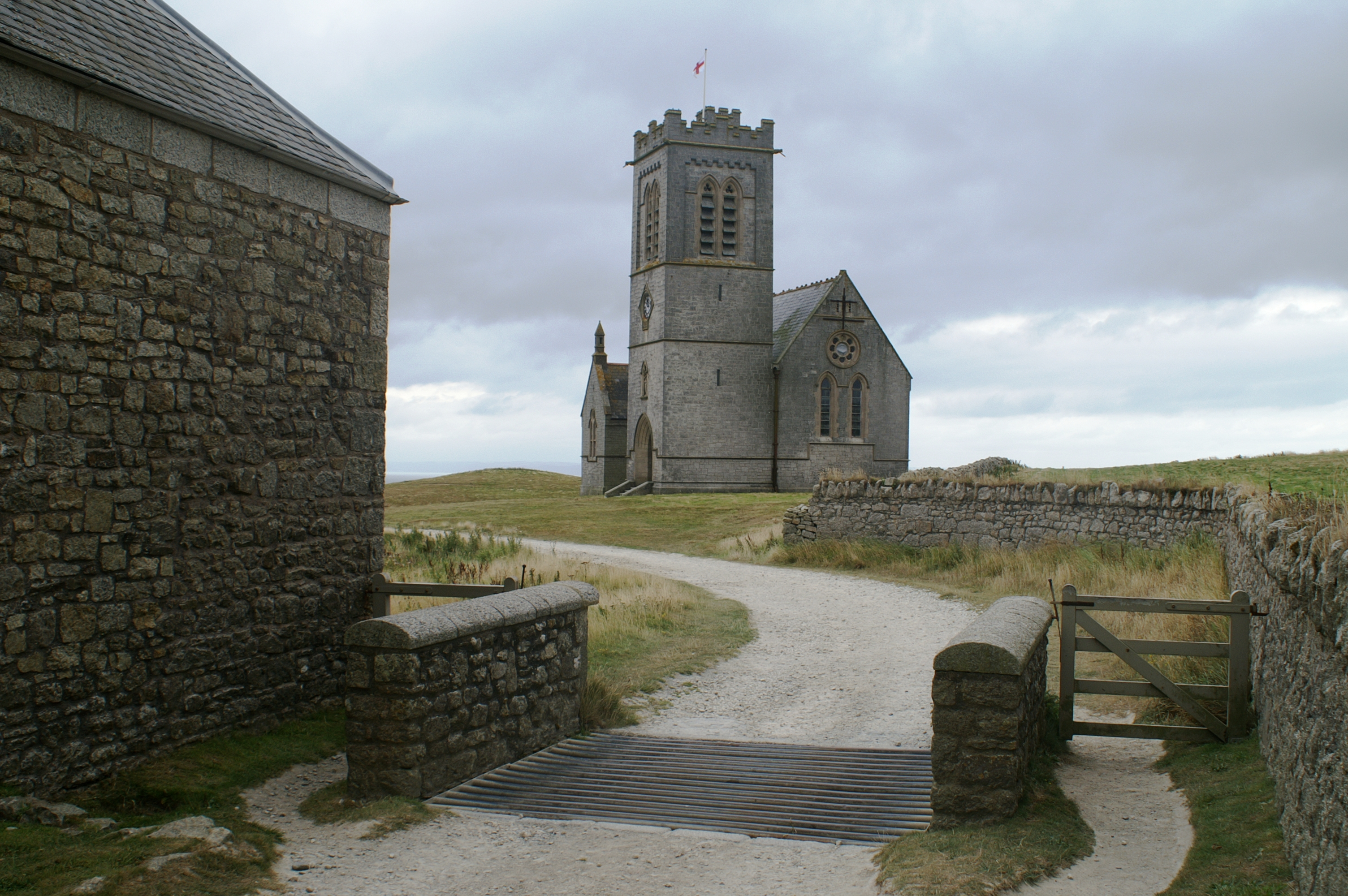
Церковь св. Елены
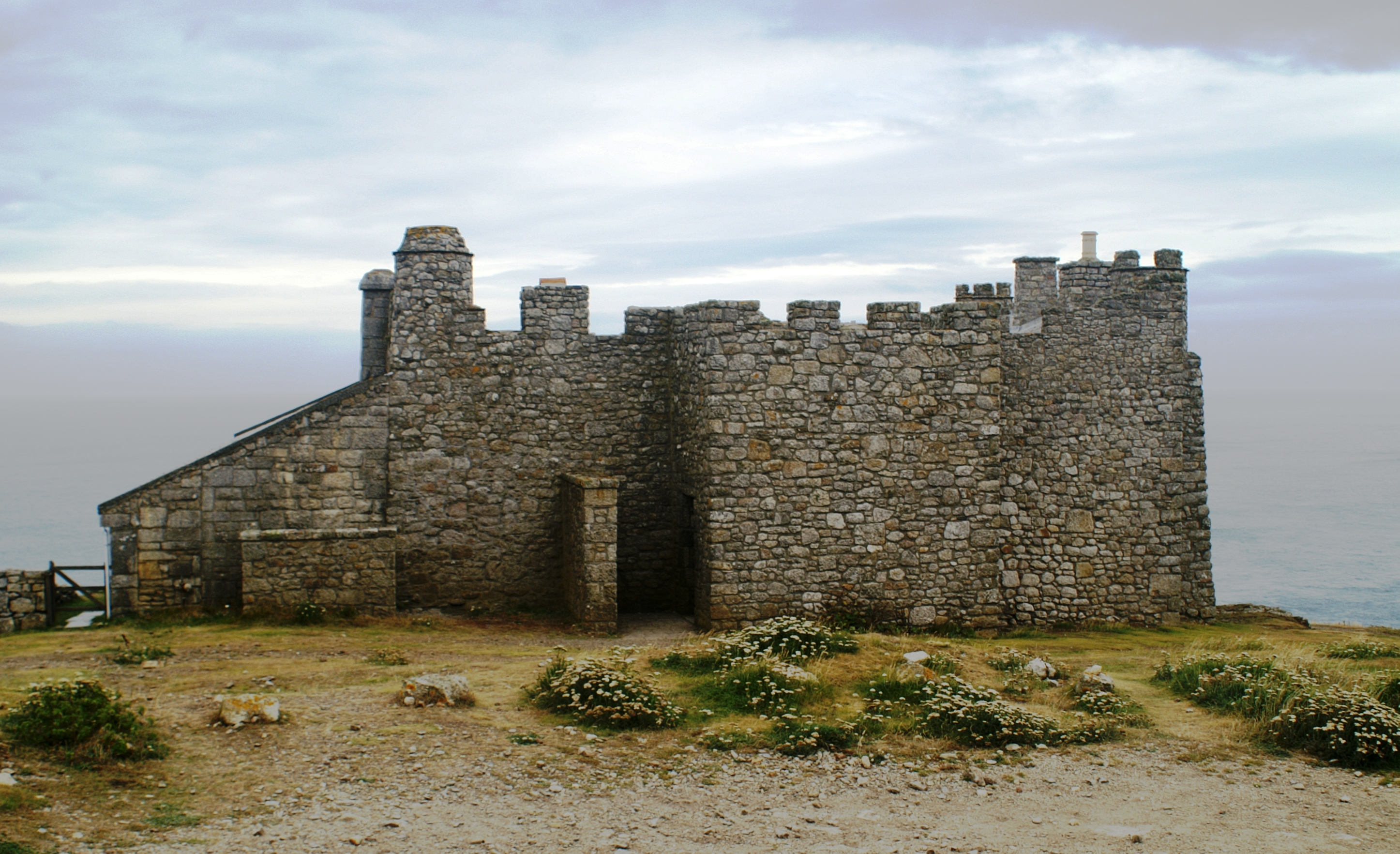
Замок Marisco
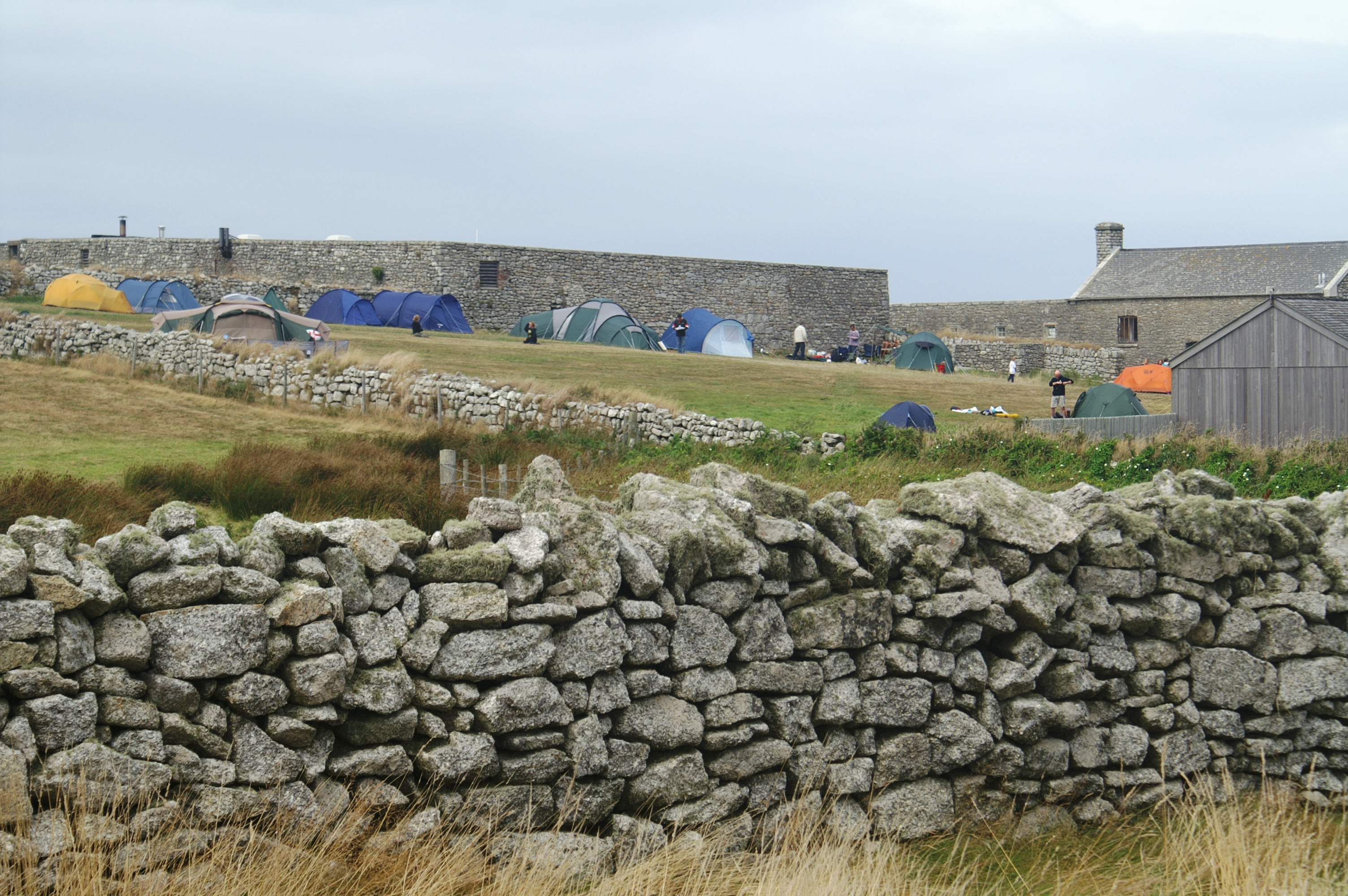
Кемпинг